# Trasporti in Ungheria
Questa voce raccoglie le principali tipologie di trasporti in Ungheria.

## Trasporti su rotaia

### Rete ferroviaria

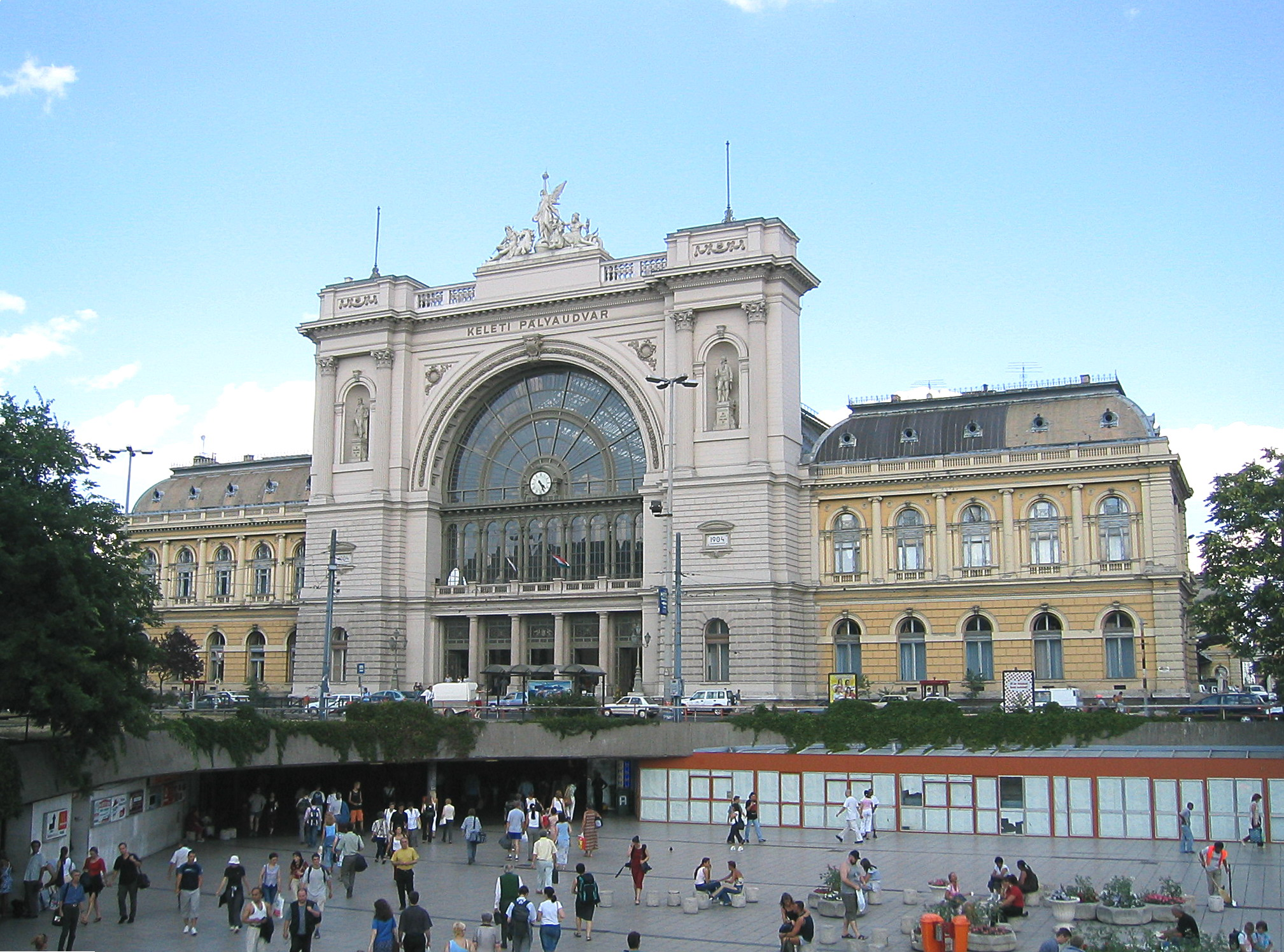
La stazione orientale di Budapest

In totale: 7.606 km (dati 2004)
- Scartamento
  - allargato (1524 mm): 36 km
  - normale (1435 mm): 7.394 km, 2.270 dei quali elettrificati
  - ridotto (760 mm): 176 km
- Gestore nazionale:  Magyar Államvasutak (MÁV)
- La prima linea ferroviaria costruita in Ungheria è la Pest-Vác, inaugurata nel 1846.

### Reti metropolitane
La metropolitana è presente soltanto a Budapest ed è gestita dal Budapesti Közlekedési Vállalat o BKV.
A Budapest è presente un sistema ferroviario di trasporto suburbano chiamato HÉV, anch'esso gestito dal BKV. La rete HÉV si sviluppa su quattro linee per complessivi 176 km totalmente elettrificati. La rete HÉV opera con scartamento normale.

### Reti tranviarie
Il servizio tranviario, a trazione elettrica, è attualmente presente nelle seguenti città:
- Budapest (dal 1887, odierno gestore BKV)
- Debrecen (dal 1911, odierno gestore DKV)
- Miskolc (dal 1897, odierno gestore MVK ZRt)
- Seghedino (dal 1908, odierno gestore SzKT)

## Trasporti su strada

### Rete stradale
In totale: 188.490 km (dati 1998)
- asfaltate: 81.950 km
- bianche: 106.540 km.

### Reti filoviarie
Attualmente in Ungheria esistono bifilari nelle seguenti città:
- Budapest (dal 1933 con la sospensione negli anni 1944-1949, odierno gestore BKV)
- Debrecen (dal 1985, odierno gestore DKV)
- Seghedino (dal 1979, odierno gestore SzKT).

### Autolinee

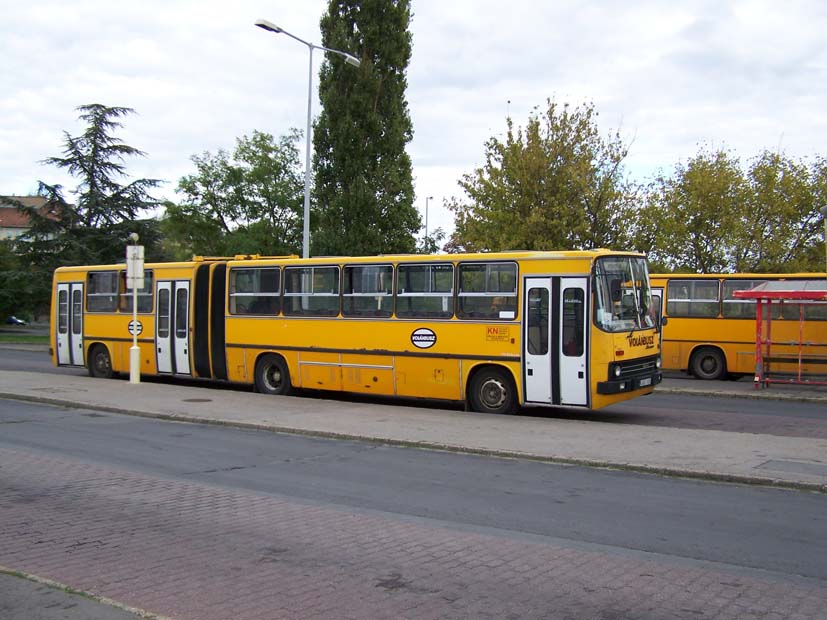
Un Ikarus 280 della Volánbusz (società di autotrasporti pubblici della zona di Budapest) all'autostazione di Szentendre

In tutte le città ed in altre zone abitate dell'Ungheria sono presenti aziende pubbliche e private che gestiscono trasporti - urbani, suburbani, interurbani e turistici - esercitati con autobus.

## Trasporti aerei

### Aeroporti
In totale: 43 (dati 1999)
a) con piste pavimentate: 16
- oltre 3047 m: 2
- da 2438 a 3047 m: 8
- da 1524 a 2437 m: 4
- da 914 a 1523 m: 1
- sotto 914 m: 1

b) con piste non pavimentate: 27
- oltre 3047 m: 0
- da 2438 a 3047 m: 3
- da 1524 a 2437 m: 5
- da 914 a 1523 m: 12
- sotto 914 m: 7.[senza fonte]

### Eliporti
In totale: 5 (dati 1999).

## Idrovie
L'Ungheria dispone di 1.373 km di acque interne, quasi perennemente navigabili (dati 1997)

### Porti e scali principali
- Budapest - capitale e scalo principale
- Dunaújváros
- Baja